# Microcebus jollyae
El lémur ratón de Jolly (Microcebus jollyae) es una especie de lémur de la familia Cheirogaleidae, perteneciente al género Microcebus, conocidos como lémures ratón. Como todos los lémures, es endémico de Madagascar, y se puede encontrar en zonas del sudeste de la isla.
El lémur ratón de Jolly pesa aproximadamente 60 g y tiene una longitud corporal de unos 5-9 cm con una cola de unos 12 cm; es de un color uniformemente castaño rojizo con un pequeño parche blanco en el hocico y un vientre completamente gris. Su rango de distribución se sitúa en el sudeste de Madagascar, desde el sur del río Mananara al norte del río Mananjary, concretamente en los bosques de Mananjary y Kianjavato.
La especie recibe su nombre en honor a la primatóloga Alison Jolly, y su descubrimiento fue anunciado el 21 de junio de 2006 en el Simposio Global de Conservation International realizado en Antananarivo, Madagascar, junto con el descubrimiento del lémur ratón de Mittermeier (Microcebus mittermeieri)  lémur ratón de Simmons (Microcebus simmonsi) como especies diferenciadas. Estas nuevas especies fueron oficialmente descritas en un artículo del International Journal of Primatology.